# Goatsnake
Goatsnake es una banda estadounidense de doom metal, formada en Los Ángeles, California.

## Biografía
Goatsnake fue formada en 1996 después de la disolución de The Obsessed. Después de la separación de The Obsessed, la sección rítmica compuesta por Guy Pinhas (exbajista de la banda holandesa de stoner Beaver) en bajo y Greg Rogers en batería comenzar a improvisar con el guitarrista Greg Anderson (Thorr's Hammer, Burning Witch, Sunn O)))). Encontraron rápidamente al vocalista Peter Stahl (Scream, Wool, Earthlings?, Desert Sessions). Goatsnake grabó y lanzó dos EP de 7" en 1998 y fue incluida en varios compilados de metal. Lanzaron su álbum debut, 1, en 1999 en Man's Ruin Records/Rise Above Records.
Goatsnake salió de gira por Europa presentando su álbum debut y tocó con bandas como Unida, Fatso Jetson y Electric Wizard. Volvieron en el 2000 para una gira por Reino Unido con Orange Goblin y Sunn O))), otro proyecto de Anderson.
En 2000 Pinhas dejó Goatsnake para unirse a Acid King y fue reemplazado por Stuart Dahlquist de Burning Witch. Goatsnake lanzó un álbum compartido con Burning Witch en Hydra Head Records ese mismo año. También lanzaron el EP Dog Days en el sello Southern Lord Records de Anderson. Luego, ese mismo año, lanzaron su segundo disco, Flower of Disease en Man's Ruin Records/Rise Above Records. 
La banda se separó en2001 y Anderson continuó con Sunn O))) y tocó en Teeth of Lions Rule the Divine.
En 2004 la banda reformada con Anderson y Stahl a los que se unieron Scott Reeder (The Obsessed, Kyuss) y el baterista JR (Cave In). Ellos grabaron tres canciones que fueron lanzadas en el EP Trampled Under Hoof junto con dos canciones que previamente solo se encontraban en vinilo. Ese mismo año lanzaron el compilado 1 + Dog Days por Southern Lord Records, que combina el primer álbum y el EP Dog Days así como una canción del EP Man of Light.
Goatsnake se reunirá con la formación original, encabezando el Roadburn Festival, el 15 de abril de 2010.

## Discografía

### Álbumes
- Goatsnake Vol. 1 CD (Man's Ruin Records 1999)
- Flower of Disease CD (Man's Ruin Records 2000)
- Black Age Blues CD (Southern Lord Records 2015)

### EP
- IV 7" (Prosthetic Records 1998)
- Man of Light 7" (Warpburner Records 1998)
- Goatsnake/Burning Witch split CD (Hydra Head Records 2000)
- Dog Days CD (Southern Lord Records 2000)
- Trampled Under Hoof CD (Southern Lord Records 2004)

### Compilados
- 1 + Dog Days CD (Southern Lord Records 2004)
- "Hot Rod" on Rise 13: Magick Rock, Vol. 1 (Rise Above Records 1999)

## Miembros
- Peter Stahl - voz, armónica
- Greg Anderson - guitarra
- Scott Reeder - bajo
- JR - batería

### Miembros anteriores
- Guy Pinhas - bajo
- G. Stuart Dahlquist - bajo
- Greg Rogers - batería
- Joey Castillo - batería